# Ricardo López Aranda
Pour les articles homonymes, voir Ricardo López, López et Aranda.
 (août 2019).
Si vous disposez d'ouvrages ou d'articles de référence ou si vous connaissez des sites web de qualité traitant du thème abordé ici, merci de compléter l'article en donnant les références utiles à sa vérifiabilité et en les liant à la section « Notes et références ».
Ricardo López Aranda est un dramaturge espagnol né le 20 décembre 1934 à Santander et mort le 25 novembre 1996 à Madrid.

## Biographie
À partir du milieu des années 1950, il étudie la philosophie et les lettres à Madrid et écrit ses premières œuvres. En avril 1956, il est finaliste du prix Garcilaso de la Vega avec le recueil de poésie Ángeles de barro et en 1957 il lit sa pièce originale El Faro. En 1958, il reçoit le prix de théâtre national universitaire pour son œuvre Nunca amanecerá et écrit le roman (non publié) Esta juventud que va a morir, inspiré de sa pièce Los sin raíz. Il publie dans le magazine Acento Cultural une version de l’Œdipe roi, de Sophocle. En 1960, son œuvre Cerca de las estrellas reçoit le prix national de Théâtre Calderón de la Barca (es) et en 1961 le prix Aguilar. Elle est représentée au théâtre María Guerrero (es) puis est adaptée au cinéma en 1962. En 1964, López Aranda écrit Noches de San Juan, qui reçoit le premier accessit du prix Lope de Vega (es)[réf. nécessaire] et est représentée en première au théâtre María Guerrero en 1965.
Les œuvres citées font partie du courant réaliste qui est en vogue à l’époque en Espagne. Dans le même temps, il écrit une série d’œuvres qu’il a lui même appelées « Théâtre de la cruauté » (La cita, Le siège, Les labyrinthes, Le fonctionnaire et La espera) dans lesquelles le théâtre de l'absurde a clairement une influence (à cette époque il effectue plusieurs voyages en France).
Un troisième groupe d'œuvres comprend l’Œdipe susmentionné, auquel sont ajoutés entre 1963 et 1964 Yo, Martín Lutero et la trilogie Mario, Sila et Cesar. Elles abordent des questions telles que la foi, la liberté et le pouvoir, avec le langage de la tragédie. Il tente de représenter Yo, Martín Lutero, mais la pièce est interdite par la censure[réf. nécessaire].
En 1963, il épouse la Française Germaine Jagu. Ils ont deux enfants et pendant cette période, il écrit plusieurs pièces de théâtre pour enfants : El Cocherito Leré et les adaptations L'oiseau bleu et Don Quijote de la Mancha, représentées au théâtre María Guerrero respectivement en 1966, 1967 et 1973.
Entre 1965 et 1971, il réalise de nombreuses adaptations pour la télévision. En 1971, il reçoit le prix Quijote de oro pour les scénarios de la série Paginas sueltas. Par la suite, il écrit la série de télévision El juglar y la reina (1978).
En 1969, il présente au théâtre de Lara une adaptation du roman de Benito Pérez Galdós : Fortunata y Jacinta. La pièce est représentée à nouveau au Teatro Español de Madrid en 1994 sous la direction de Juan Carlos Pérez de la Fuente. En 1977, il écrit de nouveaux scénarios pour une série télévisée basée sur le même roman.
En plus de la télévision, il écrit des scénarios pour plusieurs films : Cerca de las estrellas  (1962, de César Ardavin), Marta (1970, de José Antonio Nieves Conde), Tormento (1972, de Pedro Olea) et collabore au scénario du film Fortunata y Jacinta (1969, d'Angelino Fons).
En 1971, il écrit le recueil de poèmes El crisantemo y la cometa, qu'il ne publiera qu'en 1995. Son autre recueil de poèmes, Biografía secreta, est publié de façon posthume, tandis que d´autres restent inédits.
Entre 1972 et 1977, il effectue de nombreuses adaptations de romans et de pièces de théâtre classiques, dont El Buscón, présentée en première au Teatro Espagnol et écrit plusieurs œuvres originales : Las herederas del sol, Isabelita la miracielos, Los extraños amantes (une pièce de café-théâtre créée en 1974) et Un periodista español (sur Mariano José de Larra). 
En 1978, la pièce Isabelita la Miracielos est présentée en première au Théâtre Barceló de Madrid avec Vicente Parra et Amparo Baró. L´œuvre est située dans le contexte de la transition démocratique espagnole. En 1982, il s'installe au Mexique, où il écrit les scénarios de la série télévisée Leona Vicario. En 1983, il présente au Théâtre de la Comedia, à Madrid, la pièce Isabel, reina de corazones, avec Nati Mistral et sous la direction d'Antonio Mercero, qui connaît un succès important et reçoit le prix María Rolland.
Ricardo López Aranda meurt à Madrid le 25 novembre 1996.
Une anthologie de ses pièces a été publiée par l´Association d´Auteurs de théâtre espagnols en 1998.

## Œuvre

### Théâtre
- Nunca amanecerá, 1958
- La esfinge sin secreto, 1958
- Cerca de las estrellas, 1960
- Yo Martin Lutero, 1963
- Noches de San Juan, 1965
- El cocherito leré, 1966
- El Buscón, adaptation du roman de Francisco de Quevedo, 1970
- Los extraños amantes, 1974
- El pájaro del arco iris, 1975
- Isabelita la Miracielos, 1978
- Isabel, reina de corazones, 1983
- El asedio
- La cita, 1960
- La espera, 1961
- Las herederas del sol1973
- El faro, 1957
- Esperando la llamada, 1954
- La contrata, 1960
- Cuando las gaviotas gritan, 1960
- La subasta de los hombres nuevos, 1962

### Poésie
- El crisantemo y la cometa
- Biografía secreta

### Scénario de film
- Cerca de las estrellas, 1962
- Fortunata y Jacinta, 1970
- Marta, 1972
- Tormento, 1974

### Scénario de télévision
- Páginas sueltas, 1970
- El juglar y la reina, 1978
- Fortunata y Jacinta, 1980
- Leona Vicario, 1982